# Pesqueira
Pesqueira is een gemeente in de Braziliaanse deelstaat Pernambuco. De gemeente telt 64.454 inwoners (schatting 2009).
De plaats is zetel van het rooms-katholieke bisdom Pesqueira.

## Geboren in Pesqueira
- Luciano Veloso (1948), voetballer